# دهه ۶۰۰ (پیش از میلاد)
دهه ۶۰۰ (پیش از میلاد) ۶۰مین دهه قبل از مبدا شروع تقویم میلادی است.

## زادگان
- کوروش بزرگ، شاهنشاه آینده ایران هخامنشی